# Convento de São Francisco (Guimarães)

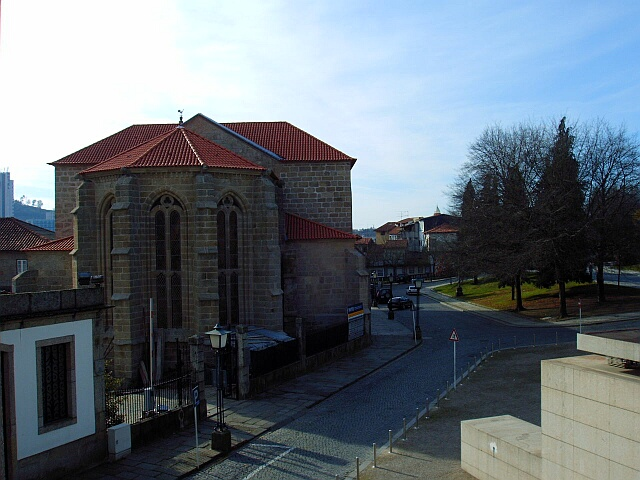
Cabeceira

O Convento e Igreja de São Francisco localizam-se na freguesia de Oliveira, São Paio e São Sebastião, município de Guimarães, distrito de Braga, em Portugal.
O Convento de S. Francisco foi classificado faseadamente. Assim, em 1940, o Decreto n.º 30762 classificou os frescos existentes no convento, em 1953, o Decreto n.º 39175 classificou a parte da igreja constituída pela ábside e absidíolos e, em 1974, pelo Decreto n.º 735, a classificação passa a abranger o claustro e o edifício barroco da Ordem terceira, incluindo a sacristia do século XVIII da igreja joanina.

## História
A história da Ordem Franciscana em Guimarães remonta a 1217, em pleno reinado de D. Afonso III, quando chegou à vila frei Guálter, um frade menor enviado a Portugal para introduzir esta ordem mendicante no país. Após um primeiro período muito precário, os franciscanos de Guimarães instalaram-se em 1271 numa albergaria localizada junto às muralhas da vila, na qual construíram um convento. Nestes primeiros tempos os frades entraram frequentemente em conflito com a Colegiada de Guimarães, que tentou impedir a instalação da ordem na vila.
O convento franciscano junto às muralhas duraria pouco tempo, pois em 1325 o edifício teve de ser demolido por ordem de D. Dinis, por comprometer a segurança do burgo em caso de cerco. Os frades mudaram-se a umas casas precárias até 1400, quando D. João I ordenou a reedificação do convento, no local onde ainda se encontra. A obra durou grande parte do século XV. A ábside da igreja, que ainda é a original em estilo gótico, foi terminada por volta de 1461. Nesse ano D. Constança de Noronha (1395-1480), 1.ª duquesa de Bragança, entrou na Ordem Terceira de São Francisco e, ao morrer, foi sepultada na igreja. O túmulo com seu perfil jacente ainda pode ser visto no interior.
De finais do século XVI é o claustro de perfil clássico, uma importante obra em estilo maneirista. Porém, a maior modificação da Era Moderna ocorreu na década de 1740, quando a nave de igreja foi totalmente alterada: os arcos e colunas da nave foram suprimidos, criando um espaço unificado do tipo igreja-salão. Na área entre o transepto e a nave, os três arcos originais foram também substituídos por um arco único monumental. Por essa época foi realizado o novo retábulo da capela-mor, da autoria de Miguel Francisco da Silva e executado por Manuel da Costa Andrade, além de vários outros retábulos de talha dourada que decoram a igreja.

## Arte e arquitectura
Os vestígios medievais do Convento de S. Francisco de Guimarães datam já da reconstrução realizada a partir de 1400. O mais notável desta época é a cabeceira da igreja, composta por uma grande ábside central poligonal flanqueada por dois absidíolos bastante menores. O esquema geral é, assim, semelhante ao do gótico mendicante comum em Portugal. Os janelões da ábside são grandes e subdivididos por colunelos e molduras; a decoração dos capitéis e molduras destes janelões mostram influência do Mosteiro da Batalha. No interior, tanto a capela-mor como as laterais da cabeceira são cobertas por abóbadas de cruzaria de ogivas.
Outros elementos góticos, ainda que sem a qualidade da cabeceira, são o portal principal da igreja e o portal da sala do capítulo, localizada no claustro. O portal principal, pela quase ausência de decoração e rudeza na realização, parece mais uma obra do período românico.
O interior da igreja é de nave única com capelas laterais. Esse espaço é o resultado de uma grande reforma ocorrida entre 1746 e 1749 que suprimiu as divisões do corpo da igreja, originalmente de três naves. Um grande arco triunfal separa a nave da zona do transepto, encimado pela coroa real e o símbolo da ordem franciscana. O tecto de madeira da nave é decorado com pinturas ilusionistas (trompe d'oeil). As paredes do transepto são cobertos com azulejos brancos-azuis da primeira metade do século XVIII, de autoria incerta.
A capela-mor gótica é separada do transepto por um grande arco de talha dourada. A abóbada de ogivas da capela possui nos fechos o brasão de D. João I, o promotor da obra no século XV. Um grande retábulo de talha dourada, de excelente factura, ocupa a capela: foi encomendada ao entalhador Manuel da Costa de Andrade em 1743, que o realizou de acordo com o desenho de Miguel Francisco da Silva. É inspirado no retábulo da capela-mor da Sé do Porto e serviu de modelo para outros da região. Entre suas colunas salomônicas estão as imagens de vários santos fransciscanos.
A partir de 1591 foi construído o claustro de dois andares, uma importante obra em estilo maneirista da autoria do mestre vimaranense Gonçalo Lopes.

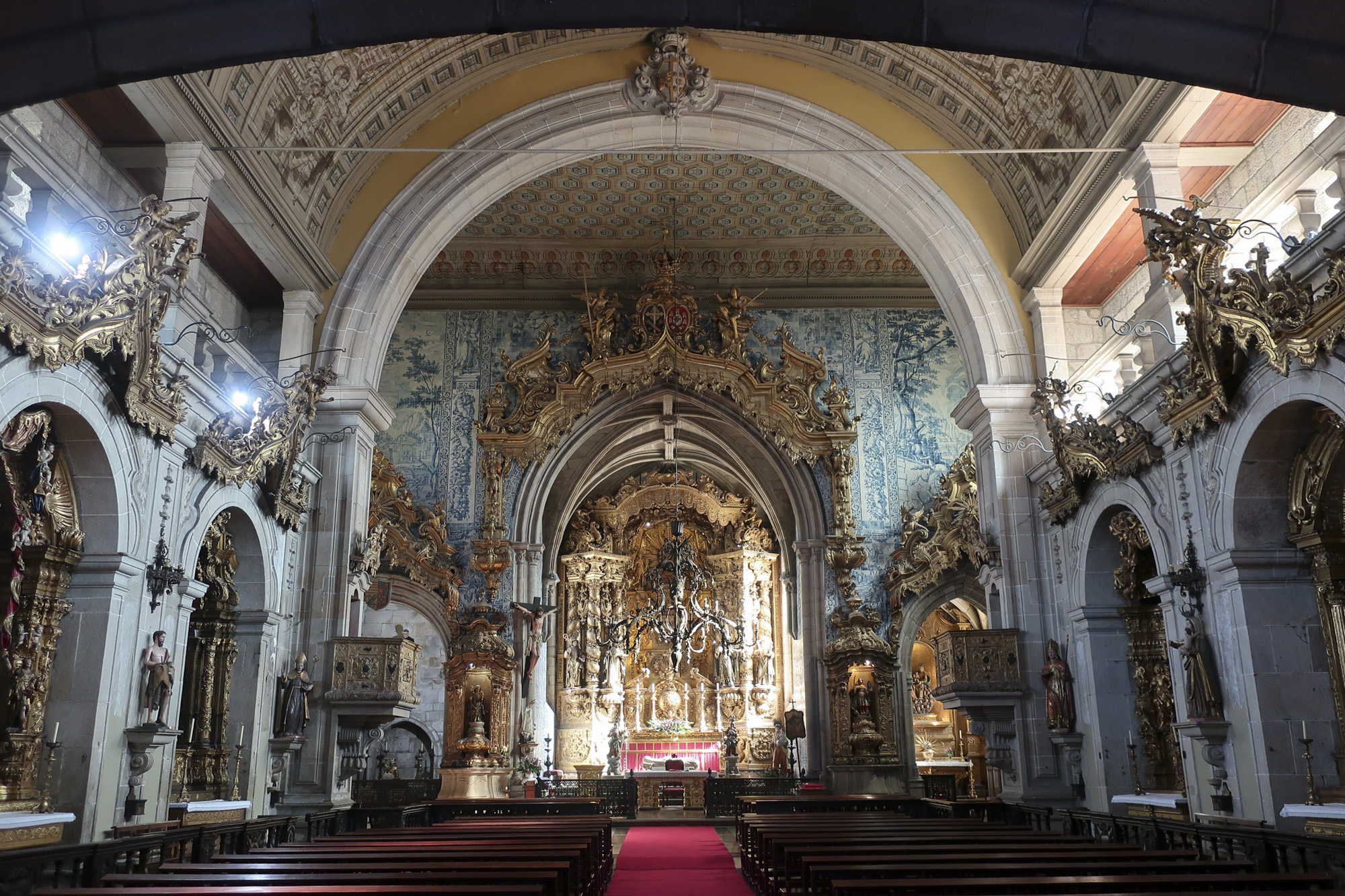
Interior da igreja
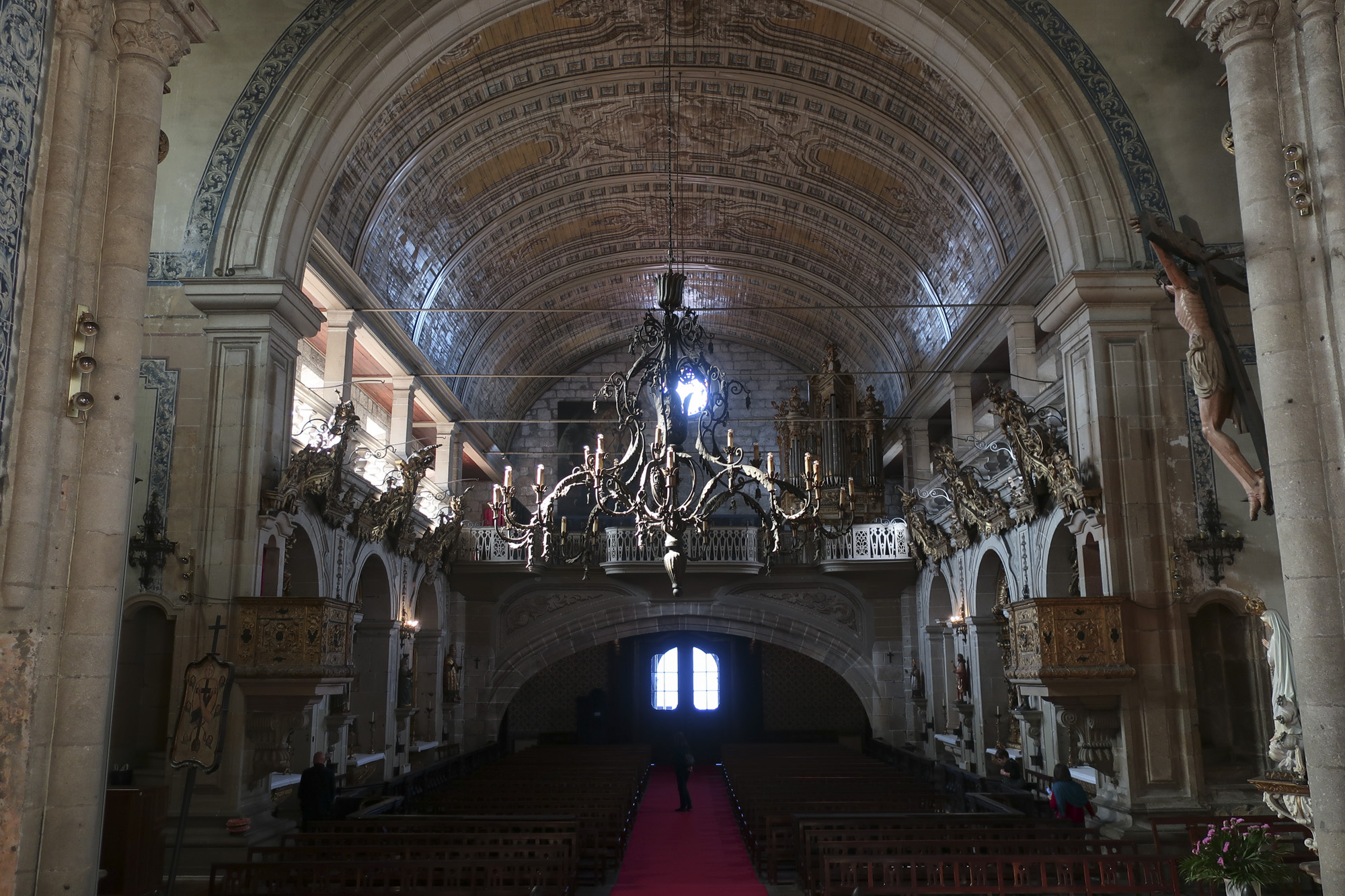
Interior da igreja
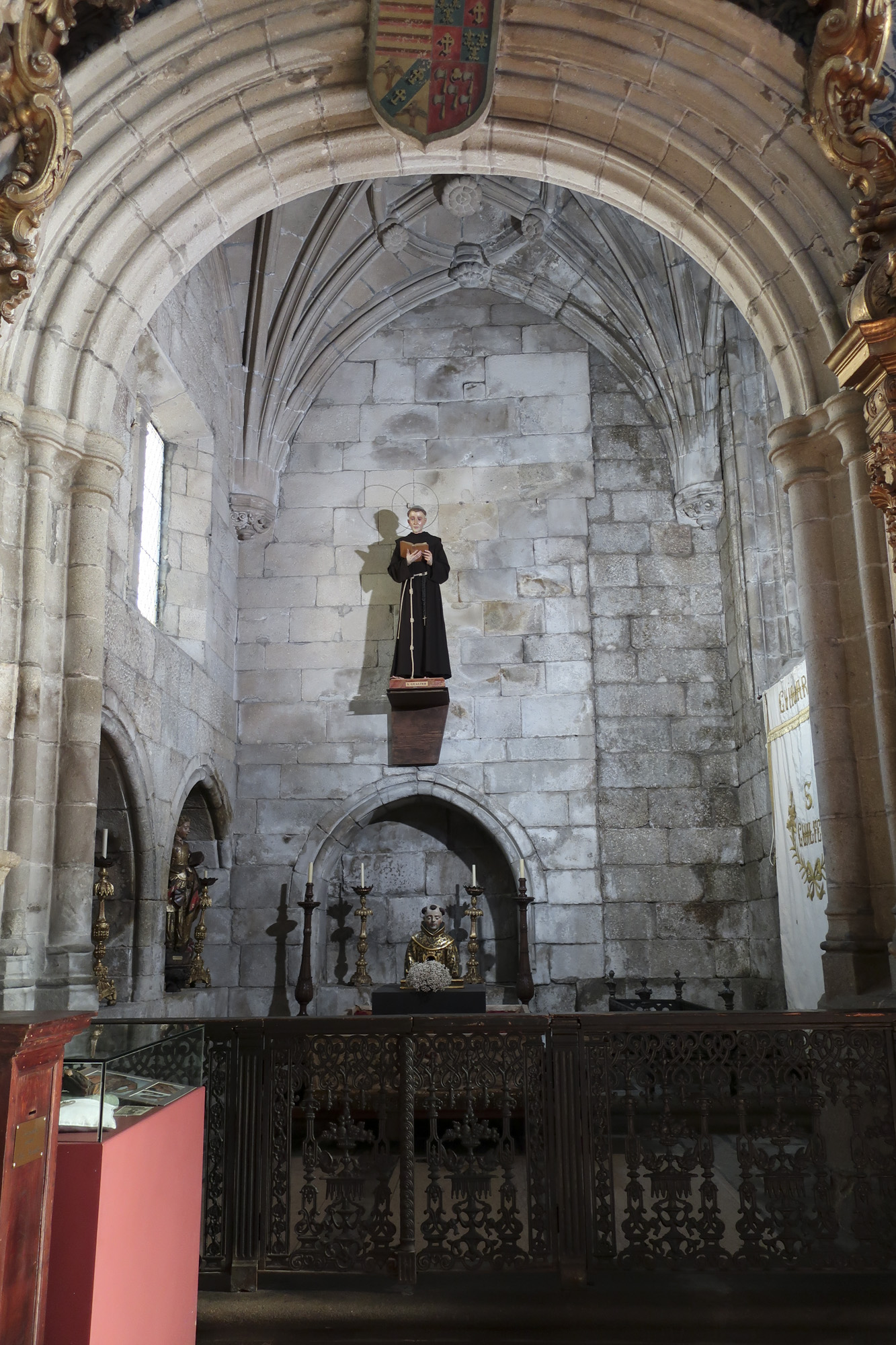
Capela lateral